# Fernando Perez (baseball)
Pour les articles homonymes, voir Fernando Perez et Perez.
Fernando Perez (né le 23 avril 1983 à Elizabeth, New Jersey, États-Unis) est un ancien joueur de baseball qui évolue comme voltigeur pour les Rays de Tampa Bay de la Ligue majeure de baseball en 2008 et 2009.

## Carrière
Après des études secondaires à la Peddie High School de Highstown (New Jersey), Fernando Perez suit des études supérieures à l'Université Columbia où il porte les couleurs des Lions de Columbia en 2003 à 2004.
Perez est repêché le 7 juin 2004 par les Devil Rays de Tampa Bay au septième tour de sélection. Il signe son premier contrat professionnel le 16 juin 2004.
Il passe plus de quatre saisons en Ligues mineures avant d'effectuer ses débuts en Ligue majeure le 5 septembre 2008. Dans la foulée de ses débuts, Perez participe à quelques rencontres de séries éliminatoires. Lors du deuxième match en face aux Red Sox de Boston en Série de championnat de la Ligue américaine de baseball 2008, il marque le point décisif sur un ballon-sacrifice de B. J. Upton en bas de onzième manche. Perez fait également une apparition en Série mondiale 2008, sans passage au bâton, mais il parvient à voler un but
Perez se blesse lors de l'entraînement de printemps 2009 et passe la plus grande partie de la saison aux soins. Il revient au jeu par la suite mais n'évolue qu'en ligue mineure durant l'année.
Il se contente également d'évoluer en Ligues mineures en 2010 sous les couleurs des Bulls de Durham en Triple-A.
Le 8 janvier 2011, Perez est échangé, en compagnie du lanceur droitier Matt Garza et du gaucher Zac Rosscup, aux Cubs de Chicago, en retour de cinq joueurs : les voltigeurs Sam Fuld et Brandon Guyer, le receveur Robinson Chirinos, le lanceur droitier Chris Archer et le joueur d'arrêt-court Hak-Ju Lee. Il ne revient cependant pas dans les majeures.

## Statistiques
| Saison | Équipe    | G  | AB | R  | H  | 2B | 3B | HR | RBI | SB | BA    |
| ------ | --------- | -- | -- | -- | -- | -- | -- | -- | --- | -- | ----- |
| 2008   | Tampa Bay | 23 | 60 | 18 | 15 | 2  | 0  | 3  | 8   | 5  | 0,250 |
| 2009   | Tampa Bay | 18 | 34 | 4  | 7  | 0  | 0  | 0  | 2   | 0  | 0,206 |
| Totaux | Totaux    | 41 | 94 | 22 | 22 | 2  | 0  | 3  | 10  | 5  | 0,234 |

| Saison | Équipe    | G | AB | R | H | 2B | 3B | HR | RBI | SB | BA    |
| ------ | --------- | - | -- | - | - | -- | -- | -- | --- | -- | ----- |
| 2008   | Tampa Bay | 5 | 9  | 2 | 1 | 0  | 0  | 0  | 0   | 1  | 0,111 |
| Totaux | Totaux    | 5 | 9  | 2 | 1 | 0  | 0  | 0  | 0   | 1  | 0,111 |

Note: J = Matches joués; AB = Passages au bâton; R = Points; H = Coups sûrs; 2B = Doubles; 
3B = Triples; HR = Coup de circuit; RBI = Points produits; SB = buts volés; BA = Moyenne au bâton.